# لانغ فانغ
لانغ فانغ (بالصينية: 廊坊) هي مدينة من مدن الصين. يبلغ عدد سكانها 4358839 نسمة حسب إحصائيات سنة 2010. تبلغ مساحتها 6417.28 كم².

## المناخ
يظهر الجدول التالي التغييرات المناخية على مدار السنة للانغ فانغ:
| البيانات المناخية لـلانغ فانغ               | البيانات المناخية لـلانغ فانغ | البيانات المناخية لـلانغ فانغ | البيانات المناخية لـلانغ فانغ | البيانات المناخية لـلانغ فانغ | البيانات المناخية لـلانغ فانغ | البيانات المناخية لـلانغ فانغ | البيانات المناخية لـلانغ فانغ | البيانات المناخية لـلانغ فانغ | البيانات المناخية لـلانغ فانغ | البيانات المناخية لـلانغ فانغ | البيانات المناخية لـلانغ فانغ | البيانات المناخية لـلانغ فانغ | البيانات المناخية لـلانغ فانغ |
| الشهر                                       | يناير                         | فبراير                        | مارس                          | أبريل                         | مايو                          | يونيو                         | يوليو                         | أغسطس                         | سبتمبر                        | أكتوبر                        | نوفمبر                        | ديسمبر                        | المعدل السنوي                 |
| ------------------------------------------- | ----------------------------- | ----------------------------- | ----------------------------- | ----------------------------- | ----------------------------- | ----------------------------- | ----------------------------- | ----------------------------- | ----------------------------- | ----------------------------- | ----------------------------- | ----------------------------- | ----------------------------- |
| متوسط درجة الحرارة الكبرى °م (°ف)           | 1.8 (35.2)                    | 5.7 (42.3)                    | 12.5 (54.5)                   | 21.0 (69.8)                   | 26.9 (80.4)                   | 30.9 (87.6)                   | 31.6 (88.9)                   | 30.4 (86.7)                   | 26.6 (79.9)                   | 19.8 (67.6)                   | 10.2 (50.4)                   | 3.6 (38.5)                    | 18.4 (65.2)                   |
| المتوسط اليومي °م (°ف)                      | −4.1 (24.6)                   | −0.5 (31.1)                   | 6.0 (42.8)                    | 14.3 (57.7)                   | 20.3 (68.5)                   | 24.6 (76.3)                   | 26.5 (79.7)                   | 25.2 (77.4)                   | 20.2 (68.4)                   | 13.2 (55.8)                   | 4.3 (39.7)                    | −1.9 (28.6)                   | 12.3 (54.2)                   |
| متوسط درجة الحرارة الصغرى °م (°ف)           | −8.8 (16.2)                   | −5.5 (22.1)                   | 0.5 (32.9)                    | 8.1 (46.6)                    | 13.9 (57.0)                   | 18.9 (66.0)                   | 22.1 (71.8)                   | 21.0 (69.8)                   | 15.1 (59.2)                   | 7.8 (46.0)                    | −0.5 (31.1)                   | −6.3 (20.7)                   | 7.2 (44.9)                    |
| الهطول مم (إنش)                             | 3.3 (0.13)                    | 4.4 (0.17)                    | 9.2 (0.36)                    | 22.4 (0.88)                   | 32.4 (1.28)                   | 69.9 (2.75)                   | 146.1 (5.75)                  | 139.3 (5.48)                  | 47.6 (1.87)                   | 25.4 (1.00)                   | 11.1 (0.44)                   | 2.5 (0.10)                    | 513.6 (20.21)                 |
| متوسط الرطوبة النسبية (%)                   | 51                            | 49                            | 48                            | 49                            | 56                            | 63                            | 76                            | 79                            | 72                            | 64                            | 60                            | 55                            | 60                            |
| المصدر: China Meteorological Administration |                               |                               |                               |                               |                               |                               |                               |                               |                               |                               |                               |                               |                               |

## توأمة
للانغ فانغ اتفاقيات توأمة مع:
- ماتسوموتو

## أعلام
- تشاو زيفانغ